# Anisa Rola
Anisa Rola (* 24. Mai 1994 in Maribor) ist eine slowenische Fußballspielerin.

## Karriere

### Verein
Rola startete ihre Karriere beim NK Železničar Maribor, bevor sie 2008 in die C-Jugend des Stadtrivalen ŽNK Maribor ging. Dort startete sie 2009 ihr Seniorenkarriere in der höchsten slowenischen Frauenspielklasse, der 1. Slovensko Ženska nogometna Liga (1. SZNL). Sie spielte im Alter von 15 Jahren in ihrer ersten Seniorensaison in 13 Spielen und erzielte dabei ein Tor für Maribor. Im Sommer 2013 wechselte sie wie schon 2012 auf Leihbasis mit einer Sonderregelung für Spiele der UEFA Women’s Champions League von ŽNK Maribor zum Meister ŽNK Pomurje. Der Leihvertrag beinhaltete lediglich Spiele von Rola für die Champions League und keine Ligaspiele des SZNL. Nach dem jeweiligen Ausscheiden ihres Teams Pomurje, kehrte sie zu Maribor zurück und spielte die Ligasaison mit dem Team zu Ende. Rola lief insgesamt in drei Champions-League-Spielen für Pomurje auf, schied aber jeweils in der Vorrunde aus. Woraufhin Rola Ende September 2012 und 2013 jeweils zu Maribor zurückkehrte. Am 11. Juli 2014 unterschrieb sie beim SPG LUV Graz/DFC Leoben.

### Nationalmannschaft
Im Oktober 2011 wurde sie erstmals in den Kader der slowenischen A-Nationalmannschaft berufen. Ihr Länderspieldebüt gab sie am 22. Oktober des gleichen Jahren gegen Serbien. Rola lief zudem in 22 Spielen für die slowenische U-17-Nationalmannschaft und in neun Spielen der U-19 auf.